# 第二復員省

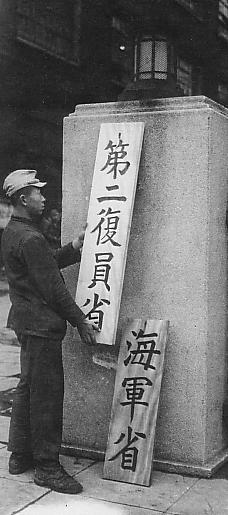
第二復員省の開庁

第二復員省（だいにふくいんしょう）は、海軍省を改組して1945年（昭和20年）12月1日に設置された、海軍軍人の復員等を主管する中央省庁の1つである。

## 解説
1945年（昭和20年）12月1日付をもって海軍省が廃止され、第二復員省が設置された。「第二復員省官制」（昭和20年勅令第680号）に基づき設置され、「第一復員省官制の廃止等に関する勅令」（昭和21年勅令第314号）によって1946年（昭和21年）6月15日に廃止され、第一復員省（旧・陸軍省）と統合して復員庁（旧第二復員省は復員庁第二復員局）となった。
第二復員省資料整理部（旧軍令部第一部作戦課が中心）では海軍再建の研究も行われ、それらの出身者は海上保安庁から海上警備隊を経て海上自衛隊の創設へと貢献した。
各局長は勅任の、各部長は勅任又は奏任の、秘書官は奏任の第二復員官の中からこれを補された。第二復員書記官は専任1人が定員であった。第二復員属は専任142名が定員であった。第二復員省に勤務する旧海軍将校は1945年（昭和20年）11月30日に海軍省廃官により予備役に編入のうえ即日充員召集され、12月1日からは第二復員官、1946年（昭和21年）4月1日からは第二復員事務官として勤務する形式が採られた。

## 極東国際軍事裁判対策
極東国際軍事裁判では、旧海軍軍令部出身者の豊田隈雄元大佐らを中心に昭和天皇への訴追回避、旧海軍幹部への量刑減刑に秘密裏に奔走した。
裁判開廷の半年前には、永野修身元帥以下の海軍トップを集めて、天皇の責任回避のための想定問答集の策定を行い、米内光政をGHQ側と折衝させるなどの工作を行った。そうした結果、昭和21年3月6日にはGHQのボナー・フェラーズ准将から米内に対して、天皇免責のために裁判では日本側が証言をするなどの努力が欲しいこと、陸軍に開戦の責任の大部があるなど、裁判についての内々の回答を得たという。
また、BC級戦犯裁判においては、中央への責任問題の波及を避けるため、現地司令官レベルで責任を完結させる弁護方針を立てて証人を隠すなどの工作も行っている。

## 第二復員大臣

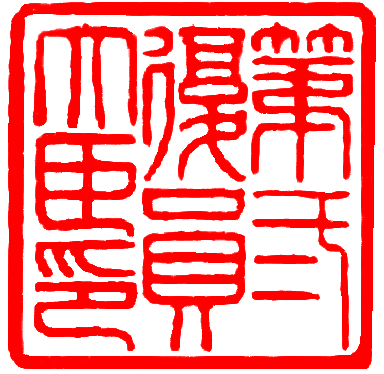
第二復員大臣の公印。

第二復員大臣は第一復員大臣とともに内閣総理大臣が兼任した。第二復員大臣は海軍大臣の所掌した事項であって、復員及びこれに関するものを司った。
1. 幣原喜重郎（1945年（昭和20年）12月1日 - ）
2. 吉田茂（1946年（昭和21年）5月22日 - 6月15日）

第二復員政務次官
1. 田中亮一（1945年（昭和20年）12月1日 - 12月26日）

第二復員次官
1. 三戸寿 元海軍中将（1945年（昭和20年）12月1日 - 1946年（昭和21年）6月15日）

出仕には保科善四郎（元海軍中将）、栗原悦蔵（元海軍少将）、矢野志加三（元海軍中将）などがいる。

## 大臣官房
大臣官房は特に次の事務を司った。
1. 需品、燃料及び衣糧に関する事項
2. 史実調査に関する事項
3. 終戦連絡に関する事項であって、他の所掌に属しないもの
4. 医務に関する事項
5. 海軍における廃止諸部の残務整理に関する事項
6. 通信に関する事項

大臣官房史実調査部長
1. 富岡定俊 元海軍少将（1945年（昭和20年）12月1日 - 1946年（昭和21年）3月31日）

大臣官房連絡部長
1. 横山一郎 元海軍少将（1945年（昭和20年）12月1日 - ）

史実調査部には淵田美津雄元大佐も属した。また大臣官房臨時調査部法廷係であった冨士信夫元少佐（1946年（昭和21年） - ）は極東国際軍事裁判（東京裁判）の審理の傍聴に当り、後に極東国際軍事裁判の審理について多数の著書を表した。

## 総務局
総務局は次の事務を司った。
1. 所管行政の総合調整に関する事項
2. 部外交渉一般に関する事項
3. 特別輸送艦船の運航に関する事項
4. 掃海に関する事項
5. 他の所掌に属しない事項

総務局長
1. 山本善雄 元海軍少将（1945年（昭和20年）12月1日 - 1946年（昭和21年）6月15日）

復員庁に改組後、第二復員局総務部長に。一時同局資料整理部長を兼ねる。
中山定義（元海軍中佐。後に海上幕僚長たる海将）も総務部に勤務した。掃海課長には、田村久三（元海軍中佐。後に保安庁第二幕僚監部航路啓開部長・警備監）が就いた。

## 人事局
人事局は人事に関する事務を司った。
人事局長
1. 川井巌 元海軍少将（1945年（昭和20年）12月1日 - 1946年（昭和21年）6月15日）

復員庁に改組後、第二復員局人事部長に。

## 経理局
経理局は次の事務を司った。
1. 予算、決算、資金、契約及び給与に関する事項
2. 会計の監査に関する事項
3. 国有財産に関する事項

経理局長
1. 山本丑之助 元海軍主計中将（1945年（昭和20年）12月1日 - 1946年（昭和21年）6月15日）

復員庁に改組後、第二復員局経理部長に。

## 法務局
法務局は次の事務を司った。
1. 司法及び刑務に関する事項
2. 規律の維持に関する事項

法務局長
1. 由布喜久雄 元海軍法務少将：1945年（昭和20年）12月1日[4] - 1946年（昭和21年）1月25日[5]、以後1946年2月1日まで法務局長を置かず。
2. 島田清 元海軍法務中将：1946年2月1日[6] - 1946年5月28日[7]

## 地方復員局
日本国内の旧鎮守府と旧警備府計6ヶ所に地方復員局を置き、掃海作業や復員作業の実務を担当させた。

### 横須賀地方復員局
- 管轄区域[8]：岩手県、宮城県、福島県、茨城県、千葉県、栃木県、群馬県、埼玉県、東京都、神奈川県、山梨県、静岡県、長野県
- 横須賀地方復員局所管の艦船 （1945年12月1日現在）
  - 掃海艦船[9]
    - 第1、68、88、155、159、161、171、180、202号駆潜特務艇
第11、12、13、14号掃海特務艇
    - その他曳船8隻[10]

  - 特別輸送艦船[11]
    - 酒匂
汐風、波風、響、花月、竹、桐、欅、柿、楠、初桜、蔦、萩、菫
福江、四阪、保高、第34、37、97、106号海防艦
第9、13、16、19、110、147号輸送艦
第15、44、47、49、51号駆潜艇
神島
宗谷、大泊
    - 栗橋
長運丸、千歳丸、高栄丸、氷川丸、菊丸、新興丸

横須賀地方復員局長官
1. 古村啓蔵 元海軍少将：1945年12月1日[12] -

### 呉地方復員局
- 管轄区域[8]：愛知県、三重県、岡山県、広島県、山口県、鳥取県、島根県、岐阜県
- 呉地方復員局所管の艦船 （1945年12月1日現在）
  - 掃海艦船[9]
    - 第48、76、77、102、104、154、156、217号海防艦
黒神、片島
第102、135、136、137、152、153、175、179号哨戒特務艇
第79、86、164、174、175、179、186、187、198、214、215、217、222、227、232、239、245、246号駆潜特務艇
    - 第5徳豊丸、美代丸、第5桐丸、朝日丸、眉山丸
その他曳船6隻[10]

  - 特別輸送艦船[11]
    - 鳳翔、長鯨、八雲、鹿島、箕面
雪風、春月、宵月、夏月、楓
対馬、三宅、羽節、宇久、波太、高根、第14、16、36、55、57、59、71、79、106、126、132、150号海防艦
第20号輸送艦
第21号駆潜艇
白埼、波勝
    - 第3日正丸、紀進丸、高砂丸

呉地方復員局長官
1. 岡田為次 元海軍少将：1945年12月1日[12] - 1946年2月27日[13]
2. 森下信衛 元海軍少将：1946年2月27日[13] - 1946年6月15日 （復員庁第二復員局に改組。引き続き呉地方復員局長として勤務[14]）

### 佐世保地方復員局
- 管轄区域[8]：徳島県、香川県、愛媛県、高知県、大分県、福岡県、佐賀県、長崎県、熊本県、宮崎県、鹿児島県
- 佐世保地方復員局所管の艦船 （1945年12月1日現在）
  - 掃海艦船[9]
    - 竹生、生名、鵜来、新南、志賀、第12、22、26、40号海防艦
第176号哨戒特務艇
第71、80、89、90、93、99、154、158、169、173、201、218、231、234、242、247、249号駆潜特務艇
第15、16号掃海特務艇
    - その他曳船1隻[10]

  - 特別輸送艦船[11]
    - 葛城
杉、樫、蓮、雄竹
択捉、隠岐、伊王、生野、金輪、第8、27、32、44、52、60、67、118、192、194、198、215、221、215、217号海防艦
第137、172号輸送艦
第23、60号駆潜艇
巨済、済州
加徳、黒島、鷲埼
第19、20号掃海特務艇
    - 光済
早鞆丸、太西丸、筑紫丸、長江丸、龍平丸

佐世保地方復員局長官
1. 石井敬之 元海軍少将：1945年12月1日[12] - 1946年3月31日[15]
2. 一宮義之 元海軍少将：1946年3月31日[15] - 1946年6月15日 （復員庁第二復員局に改組。引き続き佐世保地方復員局長として勤務[14]）

### 舞鶴地方復員局
- 管轄区域[8]：山形県、新潟県、滋賀県、京都府、富山県、石川県、福井県
- 舞鶴地方復員局所管の艦船 （1945年12月1日現在）
  - 掃海艦船[9]
    - 第84号哨戒特務艇
第57、157、162、166、184、219、236号駆潜特務艇
    - その他曳船1隻[10]

  - 特別輸送艦船[11]
    - 夕風、槇、榧、椎、初梅、樺
占守、国後、奄美、第81、85、87、158、160、205、207号海防艦
第21号掃海艇
    - 田村丸、室津丸

舞鶴地方復員局長官
1. 鳥越新一 元海軍少将：1945年12月1日[12] - 1946年6月15日 （復員庁第二復員局に改組。引き続き舞鶴地方復員局長として勤務[14]）

### 大阪地方復員局
- 管轄区域[8]：大阪府、和歌山県、奈良県、兵庫県
- 大阪地方復員局所管の艦船 （1945年12月1日現在）
  - 掃海艦船[9]
    - 第31、134号哨戒特務艇
第4、27、183、185、221、241号駆潜特務艇
第21、22号掃海特務艇
    - 第2鮮友丸、第3鮮友丸、榊丸、安津丸、第3高島丸、太東丸、親和丸
その他曳船3隻[10]

大阪地方復員局長官
1. 松崎彰 元海軍少将：1945年12月1日[12] - 1946年6月15日 （復員庁第二復員局に改組。引き続き大阪地方復員局長として勤務[14]）

### 大湊地方復員局
- 管轄区域[8]：青森県、秋田県、北海道
- 大湊地方復員局所管の艦船 （1945年12月1日現在）
  - 掃海艦船[9]
    - 倉橋、屋代、神津、第49号海防艦
第23、102号掃海艇
石埼
第58、65、72、78、81、181、193、194、196、203、212号駆潜特務艇
第17、18号掃海特務艇
    - 第5京仁丸、第7福栄丸
その他曳船2隻[10]

大湊地方復員局長官
1. 鹿目善輔 元海軍少将：1945年12月1日[12] - 1946年6月15日 （復員庁第二復員局に改組。引き続き大湊地方復員局長として勤務[14]）